# 宽什
宽什（法語：Coinches，法語發音：[kwɛ̃ʃ] ⓘ）是法国大東部大區孚日省的一个市镇，属于孚日圣迪耶区。

## 地理
宽什（48°15'8"N, 7°1'20"E）面积5.69 平方千米，位于法国大東部大區孚日省，该省份为法国东北部内陆省份，北起默兹省和默尔特-摩泽尔省，西接上马恩省，南至上索恩省和贝尔福地区省，东临上莱茵省和下莱茵省。
与宽什接壤的市镇（或旧市镇、城区）包括：拉沃、勒莫梅克斯、邦德拉沃利讷、拉克鲁瓦欧米讷、昂特尔德索。

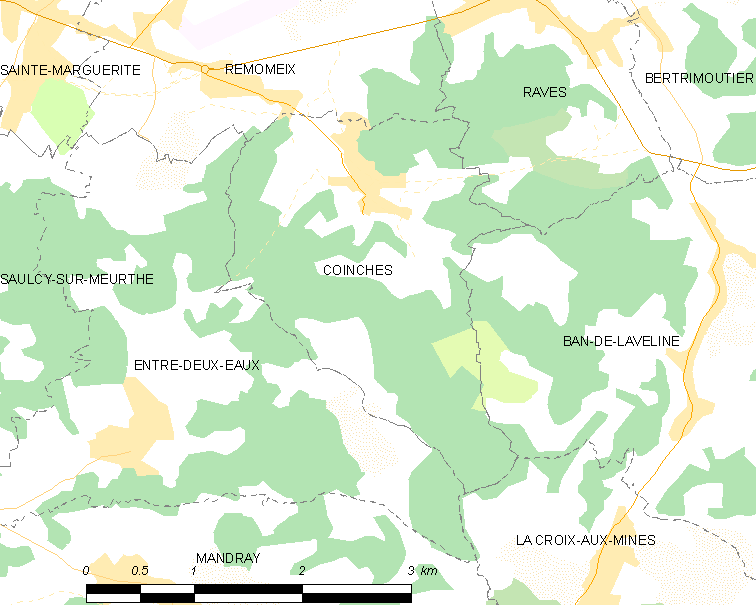
宽什的OSM定位图

宽什的时区为UTC+01:00、UTC+02:00（夏令时）。

## 行政
宽什的邮政编码为88100，INSEE市镇编码为88111。

## 政治
宽什所属的省级选区为孚日圣迪耶第二县。

## 人口

1962-2008年间宽什人口变化图示

宽什于2022年1月1日时的人口数量为349人。